# جامعة الأمير محمد بن فهد
جامعة الأمير محمد بن فهد هي جامعة أهلية سعودية، أُنشئت في عام 2006 وافتتحت في عام 2008 ومقرها مدينة الظهران. دخلت في قائمة أفضل 1000 جامعة عالمية وفق تصنيف (كيو اس QS) العالمي للجامعات للعام 2020-2021. ويُعتبر دخول الجامعة كجامعة أهلية في هذا التصنيف إلى جانب قائمة تضم أفضل جامعات العالم إنجازاً أكاديمياً نوعياً.
جاءت الجامعة وفق الترتيب العالمي في المراكز من 651-700 ضمن أفضل 2462 جامعة على مستوى العالم، وعلى صعيد المملكة العربية السعودية أحتلت الجامعة المرتبة الخامسة من بين 31 جامعة سعودية دخلت في التصنيف العالمي وفق تصنيف كيو اس QS العالمي للجامعات للعام 2022.
تعمل الجامعة حالياً على إنشاء كلية طب ومستشفى جامعي، إلى جانب إنشاء كلية الأمير سلطان لذوى الإعاقة البصرية.

## الكليات
- كلية الهندسة.
- كلية إدارة الأعمال.
- كلية القانون.
- كلية علوم وهندسة الحاسب الآلي.[4]
- كلية العلوم والدراسات الإنسانية.

### التخصصات المتاحة
- كلية الهندسة: هندسة كهربائية - هندسة ميكانيكية - هندسة مدنية - تصميم داخلي.
- كلية إدارة الأعمال: محاسبة، إدارة أعمال، التمويل، نظم المعلومات الإدارية.
- كلية علوم وهندسة الحاسب الآلي: هندسة الحاسب الآلي، تقنية المعلومات، علوم الحاسب الآلي.
- كلية العلوم والدراسات الإنسانية: القانون.

## الدراسة بالجامعة
مدة الدراسة في الجامعة خمسة سنوات أكاديمية، الأولى منها تحضيرية تتضمن تخصص للغة الإنجليزية والرياضيات والمهارات الجامعية، وتعمل بالنظام الفصلي (فصل أول وثاني ويحدد كل فصل بمدة خمسة عشـر أسبوعا)، والتدريس باللغة الإنجليزية وتشـمل تدريبات في مواقع العمل والمؤسسات الصناعية والإنتاجية لغرض تأهيل وتطوير قدرات الطلبة وإكسابهم المهارات والمعارف العلمية التي لا تقل أهمية عن إكسابهم العلوم والمعارف الهندسية والنظرية. ولتحقيق هذا الغرض ينبغي على الطالب الالتحاق ببرنامج التدريب الصيفي. ويحق للطالب الالتحاق ببرنامج التدريب الصيفي بعد اتمام ما لا يقل عن 90 ساعة دراسية ويكون البرنامج خلال الفصل الصيفي بواقع 8 اسابيع من العمل في إحدى القطاعات ذات العلاقة بمجال دراسته.

## الأنشطة الرياضية
تولي إدارة الجامعة الأنشطة الرياضية اهتمامًا بالغًا حيث أن الجامعة لها منتخبات رسمية لعدة رياضيات مثل: الذئاب البيض: منتخب الجامعة لكرة القدم. القروش البيض: منتخب الجامعة للسباحة، كما تقام بطولات سنوية لمختلف الرياضات على مستوى الجامعة مثل دوري كرة القدم، دوري كرة الطائرة، بطولة المبارزة.